# Centre Bell
Il Centre Bell, precedentemente conosciuto come Centre Molson, è un'arena coperta situata a Montréal, nel Québec.
Attualmente ospita i Canadiens de Montréal della NHL; con all'incirca 25.000 posti è l'arena più capiente delle leghe Nordamericane indoor (NHL,NBA); ed inoltre è considerata l'arena simbolo dell'Hockey mondiale, come può essere definito il Maracanã per il calcio o lo Yankee Stadium per il baseball.
I diritti di denominazione sono stati acquistati nel 2002 dalla società canadese di telecomunicazioni Bell Canada Enterprises.

## Storia
Tra gli eventi più importanti che si sono tenuti in quest'arena ci sono: partite della 1996 World Cup of Hockey del 1996 e 2004; ha ospitato l'NHL All-Star Game 2009 e il Draft NHL sempre nel 2009.
Il Centre Bell è stato sede anche di diversi eventi World Wrestling Federation/Entertainment, tra cui il pay-per-view Survivor Series 1997, famoso per lo Screwjob di Montréal, No Way Out 2003 è Elimination Chamber 2023

## Record

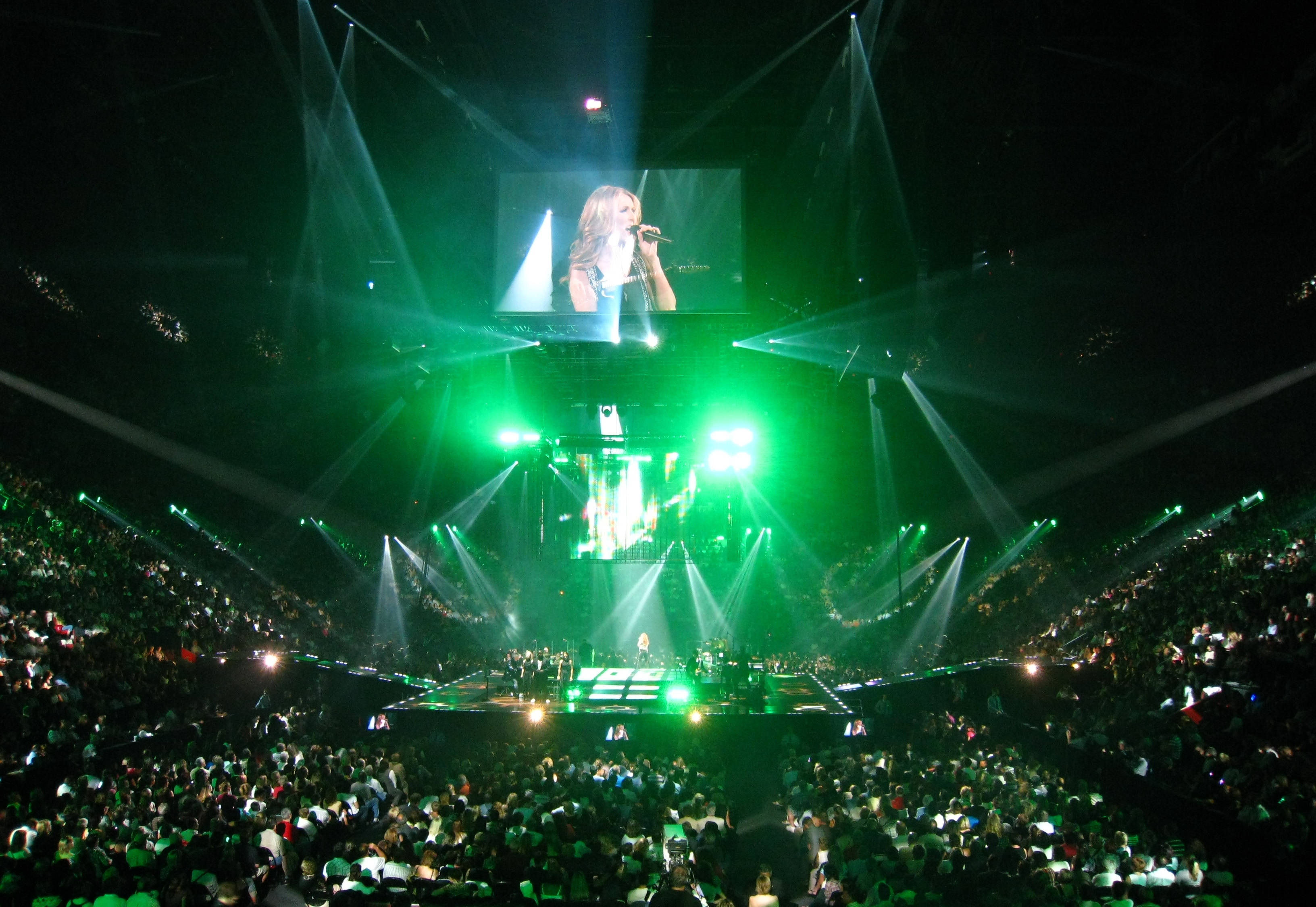
Il Centre Bell durante il Taking Chances Tour di Céline Dion, agosto 2008.

I biglietti per i concerti del Taking Chances Tour della cantante canadese Céline Dion che si tennero qui il 15 e 16 agosto 2008 furono completamente venduti in nemmeno 6 minuti. Per questo motivo il management della cantante aggiunse due ulteriori date per il 18 e 20 agosto. 80.000 biglietti per 4 concerti con "tutto esaurito" vennero venduti in soli 35 minuti, segnando un record per il Centre Bell e il Canada. Qualche giorno dopo, un quinto concerto venne annunciato per il 23 agosto; a questo seguì un ulteriore show programmato per il 25, portando il totale a 6 concerti e 120.000 spettatori. Anche i biglietti per questi due ultimi spettacoli furono venduti in meno di 35 minuti.